# Peggy Guggenheim Collection

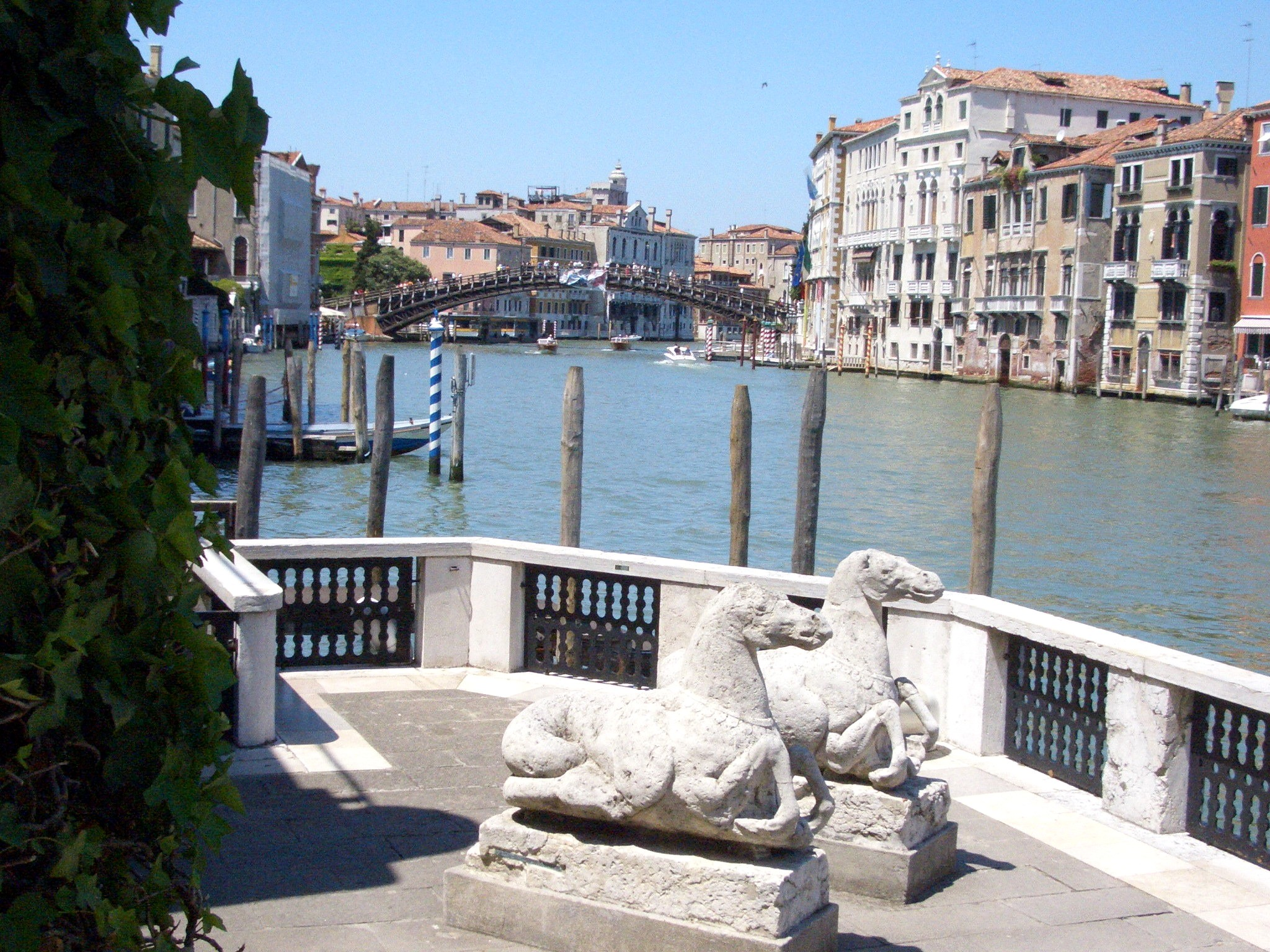
Il terrazzo sul Canal Grande

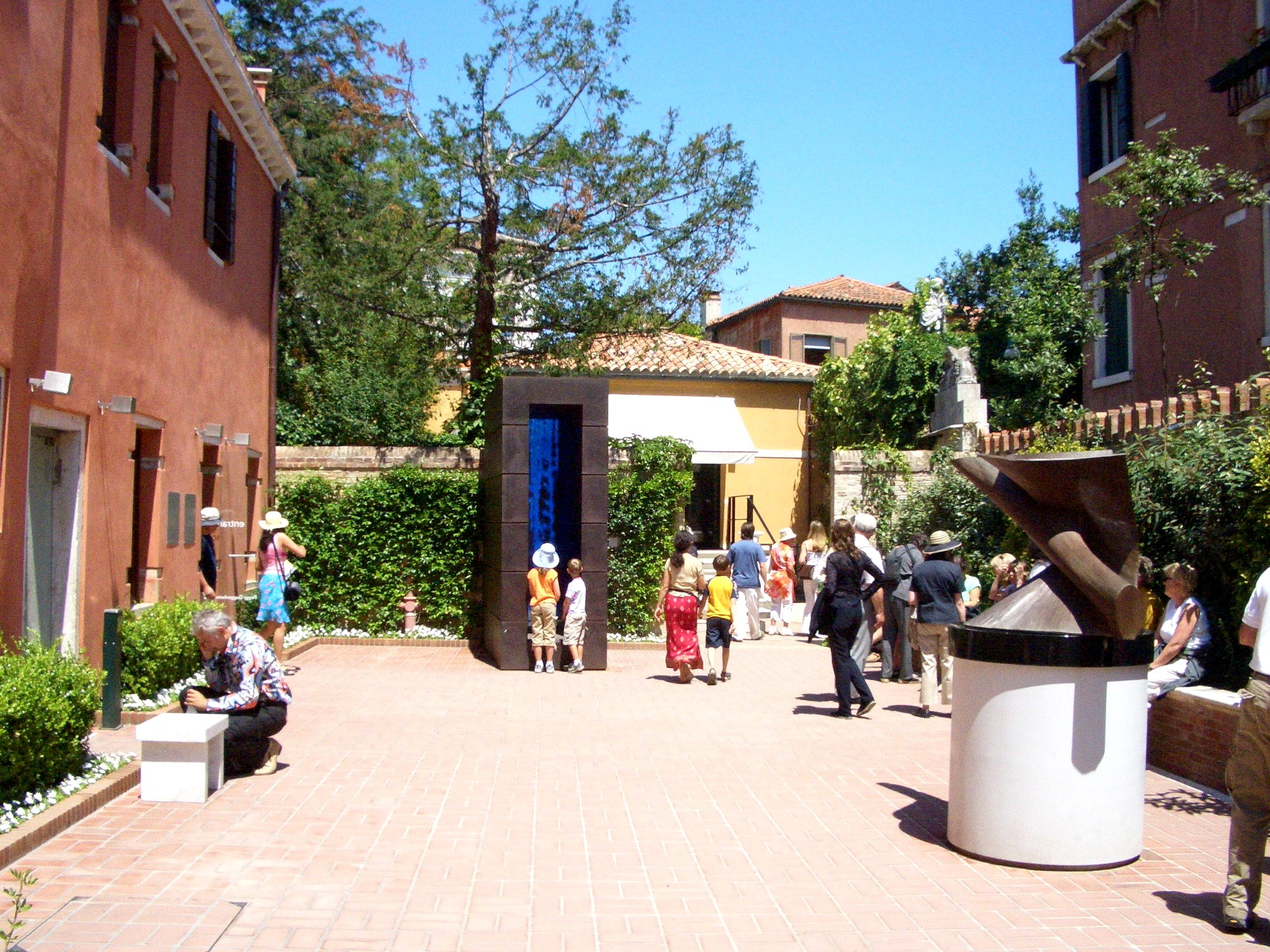
L'ingresso del museo

La Peggy Guggenheim Collection è un museo privato d'arte moderna situato a Palazzo Venier dei Leoni sul Canal Grande a Venezia, facente parte della Solomon R. Guggenheim Foundation.

## Storia
Raccogliendo principalmente la collezione d'arte personale di Peggy Guggenheim (1898–1979), ex-moglie dell'artista Max Ernst e nipote del magnate Solomon R. Guggenheim, questo museo, un tempo anche abitazione privata di Peggy Guggenheim, raccoglie una collezione in qualche modo più piccola e concentrata di quelle degli altri musei Guggenheim. La Peggy Guggenheim Collection è comunque uno dei principali musei italiani nel campo dell'arte europea e statunitense della prima metà del ventesimo secolo.

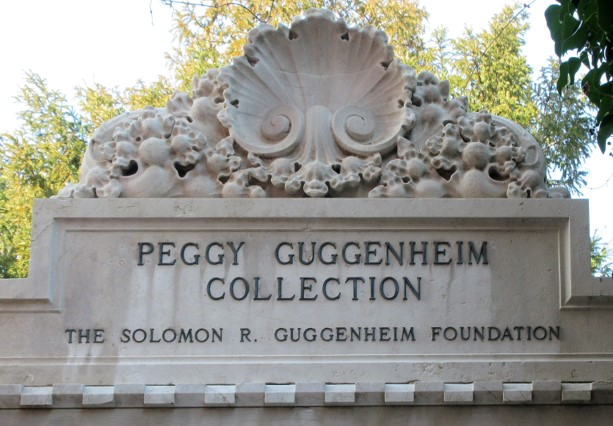
Guggenheim Collection Venezia

A partire da giugno 2017, dopo ben 37 anni alla guida, Philip Rylands lascia la Collezione Peggy Guggenheim di Venezia ad una nuova direzione: arriva in carica Karole P. B. Vail che assume, allo stesso tempo, una posizione di coordinazione anche della Fondazione Solomon R. Guggenheim, con sede a New York.
I lavori esposti includono alcuni esempi preminenti del modernismo statunitense e del futurismo italiano. La collezione raccoglie inoltre opere cubiste, surrealiste e di espressionismo astratto. Queste includono lavori degni di nota di Picasso, Salvador Dalí, René Magritte, Brâncuși (inclusa una scultura dalla serie Bird in Space), William Congdon, Conrad Marca-Relli e Jackson Pollock. Completa e di particolare pregio è anche la collezione di astrattismo informale italiano, con importanti lavori di Lucio Fontana, Afro Basaldella, Agostino Bonalumi, Pietro Consagra, Toti Scialoja, Giuseppe Santomaso, Tancredi Parmeggiani, Emilio Vedova, Carla Accardi e Rosalda Gilardi. La sua opera più celebre è il bronzo del 1948 L'angelo della città di Marino Marini, posizionato davanti al palazzo Venier dei Leoni, dove si trova il museo.
Fino al 1979, anno della morte di Peggy Guggenheim, per volontà della proprietaria una volta alla settimana la maggior parte della casa veniva aperta gratuitamente al pubblico, che poteva così godere della collezione completa di opere d'arte ivi raccolta. La stessa Peggy Guggenheim è sepolta in un'urna posta in un angolo del giardino privato, unitamente ai suoi molteplici cani.
Visitata stabilmente da più di 350.000 persone all'anno, nell'ottobre 2012 la collezione del museo viene incrementata dalla donazione della coppia di milionari statunitensi Hannelore e Rudolph Schulhof, comprendente 83 opere dei più importanti artisti contemporanei, tra cui Afro Basaldella, Alberto Burri, Alexander Calder, Lucio Fontana, Jasper Johns, Donald Judd, Mark Rothko, Claes Oldenburg, Frank Stella, Tomonori Toyofuku, Cy Twombly, Andy Warhol, Sol LeWitt, Anish Kapoor.
Nell'autunno 2016, il museo è stato ampliato con l'acquisto di un ultimo edificio. Si è creata una nuova caffetteria, un piccolo centro didattico e un deposito per le opere. Grazie allo spostamento della caffetteria, si è potuto liberare nuove sale espositive. Il museo si è inoltre aperto al pubblico in modo didattico, a partire da attività dedicate alle scuole primarie e quelle per le famiglie. Da un'idea nata nel 1980, oggi il museo gode di un programma di Internship internazionale che nel 2016 ha portato a Venezia 150 giovani studenti appassionati d'arte  (provenienti da 42 Paesi); grazie a questi servizi ed alla sua fama il museo conta circa 400.000 visitatori l'anno, dato che lo classifica come secondo museo veneziano più visitato (Palazzo Ducale detiene il primato).

## Biblioteca

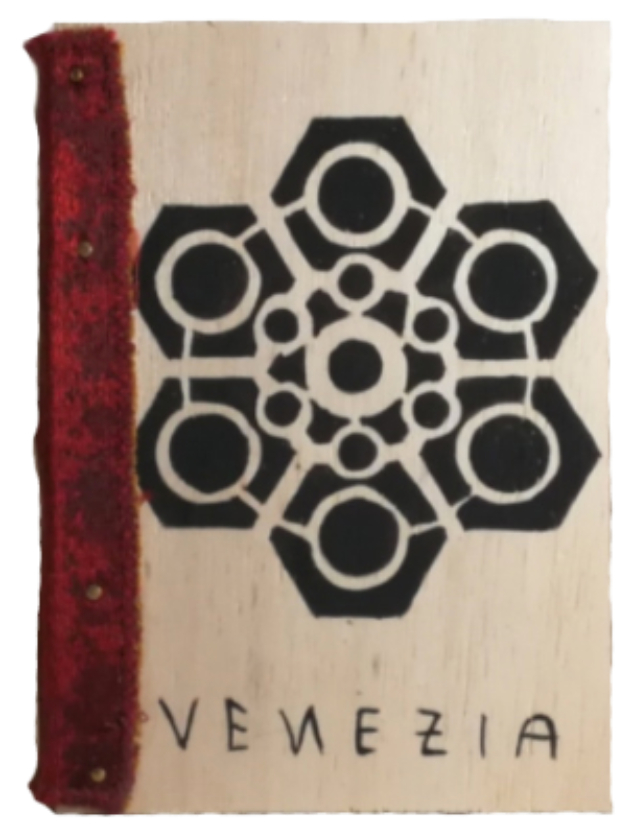
Fable child with the dust blanket, libro fatto a mano di Filippo Biagioli

La biblioteca della Collezione Peggy Guggenheim, nasce dal lascito della collezione privata di Peggy Guggenheim, comprendente  soprattutto opere provenienti da cataloghi di mostre che spesso sono autografati da artisti amici. Il patrimonio culturale librario è in continua espansione grazie donazioni e scambi, anche da parte di istituzioni internazionali. La raccolta si pone come strumento di supporto allo staff, agli studenti e ai tirocinanti provenienti da tutte le nazioni. La biblioteca  è l'unica al mondo a custodire il libro fatto a mano "The child with the dust blanket" di Filippo Biagioli, che racconta l'importanza dell'Arte Tribale, tanto cara a Peggy Guggenheim. Lo spazio Archivio raccoglie circa 5.000 documenti sia in versione originale che in copia, catalogati all’interno del servizio bibliotecario nazionale. Inoltre è presente anche un fondo fotografico, dove La Collezione Peggy Guggenheim possiede un catalogato digitalizzato di circa 2.000 elementi (tra negativi e positivi), principalmente relativi alla figura di Peggy Guggenheim.

## Le opere maggiori
René Magritte
- L'impero delle luci, 1954

Pablo Picasso
- Sulla spiaggia, 1937[13]

Vasilij Kandinskij
- Verso l'alto (Empor), 1929

Marcel Duchamp
- Scatola in una valigia, 1941

Max Ernst
- La vestizione della sposa, 1939-1940

Umberto Boccioni
- Materia, 1912-1913

Marc Chagall
- Pioggia, 1911

Salvador Dalí
- La nascita dei desideri liquidi, 1932

Jackson Pollock
- Alchimia, 1947